# Възглас
Възгласът (напр. „ура“, „да живее“, „наздраве“, „банзай“ и др.) е произнасянето или издаването на звуци и може да се използва за насърчаване, вълнение, провокирано от действие, изразяване на одобрение или поздрав за добре дошли.

## Етимология
Думата „cheer“ (в превод от англ.: „настроение“, откъдето и думата за „ура“ – cheering) първоначално означава лице или физиономия и произлиза през старофренски на средноанглийски през 13 век от нисколатински cara (глава); това обикновено се отнася до гръцкото καρα; Cara се използва от поета от 6 век Флавий Кресконий Корип, Postquam venere verendam Caesilris ante caram (In Laud em Justini Minoris). „Cheer“ първоначално е квалифицирана с епитети, както на радост, така и на радост и на скръб. Ранното прехвърляне на смисъла е към гостоприемство или забавление, а оттам и към храна и напитки, добро настроение. Усещането за насърчителен вик или аплодисменти е късно използване. Дефо (Captain Singleton) говори за нея като за моряшка дума и значението не се появява в Johnson.
На английски думата е „cheer“ (откъдето произлизат и думите „наздравица“ и мажоретка), „Cheerful“ и „Hooray“ (сходно по произношение с „ура“).

## Произход и различия

### Възгласи по света
От различните думи или по-скоро звуци, които се използват при този вид викове, „hurrah“, макар че сега обикновено се разглежда като типичната британска форма на веселие, се среща в различни форми на немски, скандинавски, руски (ура), френски (hourra). Вероятно е ономатопеен по произход. Английското hurrah е предшествано от huzza, за който се твърди, че е дума на моряците и обикновено е свързана с heeze – вероятно един от виковете, които моряците използват, при теглене или повдигане. Немското hoch, развито изцяло в Hoch lebe der Kaiser и др., френското vive, италианското и испанско viva, evviva, са по-скоро викове, отколкото аплодисменти. Японският вик банзай ползван по време на Руско-японската война. В докладите за парламентарни и други дебати вмъкването на тези възгласи във всеки един момент от речта показва, че одобрението е показано от членовете на Камарата чрез категорични изказвания на изслушване. Този вид аплодисменти могат да бъдат бурни или могат да се провеждат ритмично чрез предварителна уговорка, както в случая с предхождащото „хип-хип“ въвеждащо едновременно „ура“. Поговорката „хип хип ура“ датира от началото на 1800-те. Независимо от това, някои източници предполагат възможни корени, връщащи се към кръстоносците, което означава „Йерусалим е загубен за неверника и ние сме на път към рая“. Тогава абревиатурата HEP би означавала Hierosolyma est perdita, „Йерусалим е загубен“ на латински.

### Възгласи в България
В България популярни възгласи са „ура“ (във военна и цивилна употреба), „наздраве“ (за наздравица), „да живее“, „на нож“ (боен вик) и др.

## Разновидности

### Ура
Еквивалента на българското „Ура!“ включва английското „Hurray“, френското „Hourra“, испанското „¡Viva!“, японското „Yatta“! и т.н.

### На нож
„На нож“ е български боен вик, използван за първи път през Балканската война.

### Да илядиш
Фразата „да илядиш“ в българския език е пожелание за дълголетие. Има своите аналози в други държави – „банзай“ (в Япония), „Десет хиляди години“ (Източна Азия), и др.

## Съюз по ръгби
Възгласите не са широко популярни в Съюза по ръгби, но песнопението „Ози ози ози“ за първи път става популярно на трибуните на уелските мачове, като австралийците по-късно модифицират мелодията и създават своя собствен песен „Ози ози ози! Ой ой ой!“(Aussie Aussie Aussie! Oi Oi Oi!). Привържениците на Англия пеят „Swing Low, Sweet Chariot“, песен, която отдавна е популярна в клубовете по ръгби, тъй като думите лесно се поддават на поредица от неприлични жестове с ръце, които австралийците пеят също през последното десетилетие. Уелсците пеят „Cwm Rhondda“, което е мелодията на химна „Guide Me O Thou Great Redeemer“, както и припева на Макс Бойс „Hymns and Arias“. „The Fields of Athenry“ често е пята на мачове от поддръжници на ирландския отбор по ръгби. Екипът на Нова Зеландия (All Blacks) е известен с участието си в ритуала Māori haka преди международни мачове. Екипът на Фиджи изпълнява cibi; тимът на Самоа – siva tau; и екипът на Тонга – sipa tau. Тихоокеанският отбор по ръгби, обединен отборен представител на Фиджи / Самоа / Тонга, който участва за първи път през 2004 г., използва специално съставен песен, съчетаваща елементи от традиционното пеене на всяка държава.

## Крикет
Възгласите се използват и в крикета, където Barmy Army има колекция от песни и песнопения като „Всички живеете в колония на осъдени“ („You all live in a convict colony“), изпята в мелодията на песента „Yellow Submarine“. Направено е, за да напомни на австралийските фенове на крикета за предполагаемото им криминално минало. Химнът „Йерусалим“ е избрана от крикетния отбор на Англия по време на сериала „Ashes“ през 2005 г., а Майкъл Вон насърчи цялата страна да изпее песента преди последния Test cricket (крикет мач с удължено време) в Овалът (площадка за крикет в Кенингтън).